# Reignac-sur-Indre
Reignac-sur-Indre è un comune francese di 1 234 abitanti situato nel dipartimento dell'Indre e Loira nella regione del Centro-Valle della Loira.

## Società

### Evoluzione demografica
Abitanti censiti